# Cabrito das Terras Altas do Minho
O Cabrito das Terras Altas do Minho IGP é um produto de origem portuguesa com Indicação Geográfica Protegida pela União Europeia (UE) desde 21 de junho de 1996.
Os cabritos são machos ou fêmeas das raças Serrana e Bravia ou dos seus cruzamentos.

## Agrupamento gestor
O agrupamento gestor da indicação geográfica protegida "Cabrito das Terras Altas do Minho" é a Associação Mutua de Seguro de Gado - Mútua de Basto.